# Mikhaïl Lessine
Mikhaïl Lessine (en russe : Михаил Юрьевич Лесин), né le 11 juillet 1958 à Moscou (Russie) et mort le 5 novembre 2015 à Washington, D.C. (États-Unis), est un homme d'affaires et homme politique soviétique puis russe.

## Biographie
Il est ministre de la Communication de 1999 à 2004. Il est décoré de l'ordre du Mérite pour la Patrie (4e classe).
Mikhaïl Lessine décède à Washington le 5 novembre 2015 à l'âge de 57 ans,,,, à la suite d'une chute due à une consommation excessive d'alcool. De nombreuses sources émettent l'hypothèse d'un meurtre,.